# Canale McMurdo
Il canale McMurdo (in inglese McMurdo Sound), o Stretto di McMurdo, è un'area del mare di Ross lunga circa 55 km e larga altrettanto che separa l'isola di Ross dalla terraferma. Quasi perennemente bloccato dal ghiaccio a causa della piattaforma glaciale di McMurdo, il canale si riduce, di fatto, ad un golfo.
Il canale è utilizzato dalle navi per trasportare risorse alla stazione McMurdo.